# Apotetrastichus sericothorax
Apotetrastichus sericothorax is een vliesvleugelig insect uit de familie Eulophidae. De wetenschappelijke naam is voor het eerst geldig gepubliceerd in 1973 door Szelényi.